# Bartosz Stepokura
Bartosz Stepokura (ur. 13 sierpnia 1985) – polski hokeista.

## Kariera klubowa
- SMS II Sosnowiec (2002–2004)
- MŠHK Prievidza (2004–2005)
- Stoczniowiec Gdańsk (2005–2006)
- Zagłębie Sosnowiec (2007–2008)
- Stoczniowiec Gdańsk (2008–2009)
- TKH Toruń (2009–2010)
- KTH Krynica (2010–2011)

Absolwent NLO SMS PZHL Sosnowiec z 2004. 

## Sukcesy
Reprezentacyjne
- Awans do mistrzostw świata do lat 20 Dywizji I Grupy A: 2004

Wyróżnienia
- Srebrny Kij w sezonie 2007/2008